# Carlo von Erlanger
Carlo von Erlanger (Ingelheim am Rhein, 5 settembre 1872 – Salisburgo, 4 settembre 1904) è stato un ornitologo ed esploratore tedesco.

## Biografia
Studiò ornitologia presso l'Università di Losanna e studi di fauna selvatica nel deserto tunisino dal 1893 al 1897. Al suo ritorno in Europa proseguì gli studi a Cambridge e a Berlino. Nel 1900 e nel 1901 con Oscar Rudolph Neumann, si recò in Africa orientale (che ora parte dell'Etiopia e la Somalia) e indagò e raccolse molti esemplari di insetti e avifauna. Erlanger morì in un incidente automobilistico a Salisburgo il 4 settembre 1904, il giorno prima del suo 32º compleanno.

## Opere principali
- Eine ornithologische Forschungsreise durch Tunesien (1898)
- Meine Reise durch Sud-Schoa, Galla und die Somal-Lander (1902)
- Forschungsreise durch Sud-Schoa, Galla und die Somali-lander. Beitrage zur vogelfauna Nordostafrikas, mit besonderer berucksichtigung der zoogeographie